# ProRealTime
ProRealTime è un software ideato e sviluppato in Francia dalla società IT-Finance. Si tratta di un software di analisi tecnica e di una piattaforma online di trading che vengono utilizzati per l'analisi e per il trading sui mercati finanziari.
È utilizzato da molti broker online, tra cui IWBank, BinckBank, IG e da numerosi esperti Italiani di analisi tecnica per illustrare i loro metodi di analisi e di trading sui mercati finanziari.

## Caratteristiche
Il software ProRealTime offre oltre 100 indicatori di analisi tecnica predefiniti e permette di creare degli indicatori personalizzati grazie ad un linguaggio di programmazione di proprietà integrato chiamato ProBuilder. I principali moduli avanzati del software sono:
- ProBacktest: questo modulo permette di creare sistemi di trading e di simulare il loro comportamento su uno storico di dati passati (backtesting)
- ProScreener: questo modulo permette di realizzare scansioni di mercati finanziari completi in tempo reale
- ProRealTrend: questo modulo traccia automaticamente le linee di tendenza orizzontali ed oblique e permette di mettere in evidenza supporti e resistenze
- ProOrder: questo modulo consente di eseguire sistemi di trading ProBacktest (trading algoritmico) in tempo reale attraverso una tecnologia di passaggio d'ordini lato server

### Linguaggio di programmazione
Il software ProRealTime incorpora un linguaggio di programmazione chiamato ProBuilder derivato dal linguaggio BASIC che permette di creare indicatori personalizzati, strategie e scansioni di mercato.
Viene utilizzato per i moduli ProBacktest, ProScreener e ProOrder del software ProRealTime.

## File ITF
I file ITF sono dei file in formato contenitore proprietario la cui estensione è .ITF in riferimento alla società IT-Finance, casa madre del software ProRealTime.
I codici dei programmi realizzati con il software ProRealTime possono essere scambiati grazie a questi file dalla versione 10.1 del software.

### Contenuto
Un file ITF può contenere uno dei seguenti tipi di codici:
- ProBuilder per programmare un indicatore di analisi tecnica
- ProBacktest per programmare una strategia di backtesting
- ProScreener per programmare la scansione di mercati finanziari

Un file ITF può contenere eventuali dipendenze richieste per un determinato codice (Esempio: diversi indicatori utilizzati da una strategia).

### Protezioni
A seconda della scelta dell'utente, il codice incluso in un file ITF può essere:
- visibile per essere liberamente consultabile e modificabile dopo averlo importato nel software
- criptato per consentirne solo l'esecuzionne
- criptato per singola importazione: il file può essere importato una sola volta

## Cronologia delle versioni del software ProRealTime
- ProRealTime 7.11 (22 luglio 2008)
- ProRealTime 8.02 (27 ottobre 2009)
- ProRealTime 8.03 (11 maggio 2010)
- ProRealTime 9.1 (15 febbraio 2011)
- ProRealTime 9.2 (14 settembre 2011)
- ProRealTime 10.1 (11 marzo 2013)[14]
- ProRealTime 10.2 (16 settembre 2014)[15]
- ProRealTime 10.3 (27 ottobre 2016)[16]
- ProRealTime 11.1 (2 ottobre 2019)[1]